# Storaskjeret
Ne doit pas être confondu avec Storaskjeret (Stord) ou Storaskjeret (Øygarden).
Storaskjeret est une île norvégienne du comté de Hordaland appartenant administrativement à Bergen.

## Description
Rocheuse et désertique, à fleur d'eau, elle s'étend sur environ 64 m de longueur pour une largeur approximative de 32 m. 